# IC 2342
IC 2342 је појединачна звијезда у сазвјежђу Рак која се налази на листи објеката дубоког неба у Индекс каталогу.
Деклинација објекта је + 18° 34' 46" а ректасцензија 8h 23m 32,2s.